# Violka vyvýšená
Violka vyvýšená (Viola elatior) je vytrvalá bylina z čeledi violkovité (Violaceae). Dorůstá výšky nejčastěji 20-35 vzácněji až 50 cm, což je asi nejvíce ze všech violek v ČR. Oddenek je šikmý, vystoupavý nebo krátce plazivý. Listy jsou jednoduché, čepele listů na bázi zpravidla uťaté až stažené, krátce sbíhavé na řapík, poměrně veliké, až 9 cm dlouhé a 3 cm široké, jsou kopinaté, na okraji vroubkovaně pilovité až skoro celokrajné. Lodyha se vytváří, přízemní růžice listů chybí. Na bázi listů jsou palisty, zvláště u horních listů jsou nápadně velké, až 6 cm, jsou kopinaté, celokrajné, jen na bázi hrubě zubaté. Na květní stopce 2 listénce. Květy jsou nevonné. Přívěsky kališních lístků jsou obdélníkovité, kolem 3 mm dlouhé. Korunní lístky jsou nejčastěji světle modré, někdy s fialovým nádechem, na bázi až bělavé, ostruha bývá bledá s fialovým žilkováním. Kvete od května do června. Plodem je tobolka.

## Rozšíření ve světě
Roste ve střední Evropě, (místy je ale výskyt jen ostrůvkovitý), na jih po severní Itálii a sever Balkánu, na západ po východní Francii, na sever po jih Skandinávie, na východ je areál protáhlý až po střední Sibiř a Kazachstán. Mapka rozšíření zde 

## Rozšíření v Česku
V ČR je to velmi vzácný a kriticky ohrožený druh (C1). Častější je jen na Břeclavsku, jinde je extrémně vzácný, v Čechách roste např. na lokalitě Zbytka u Českého Meziříčí. Roste jen v nížinách, do 250 m n. m. Najdeme ho nejčastěji v kontinentálních zaplavovaných loukách sv. Cnidion venosi, zvláště na jejich okrajích a v lemech přilehlých křovina a luhů, může růst též na pasekách a ve světlinách v tvrdých luzích a měkkých luzích.

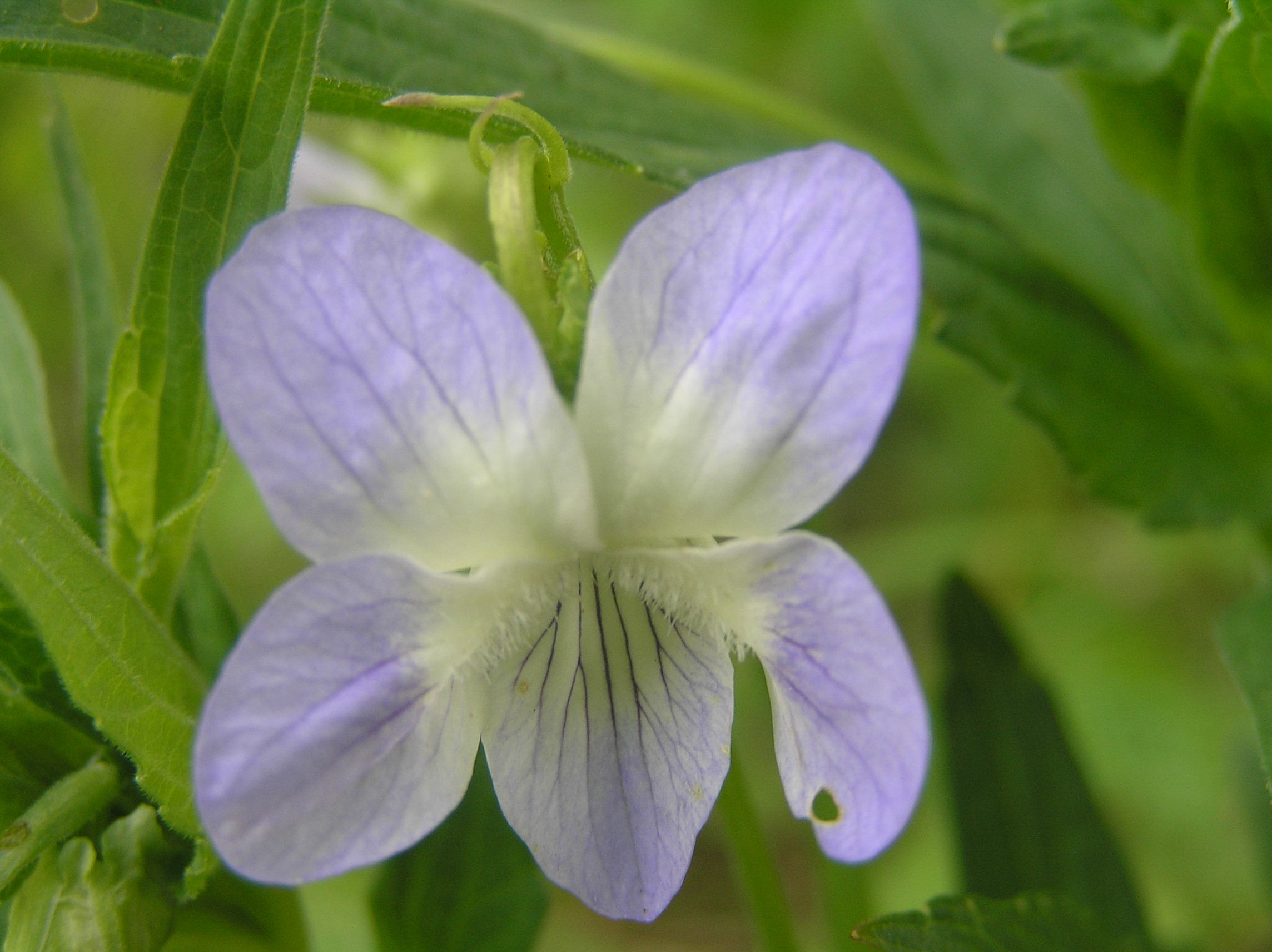
Květ
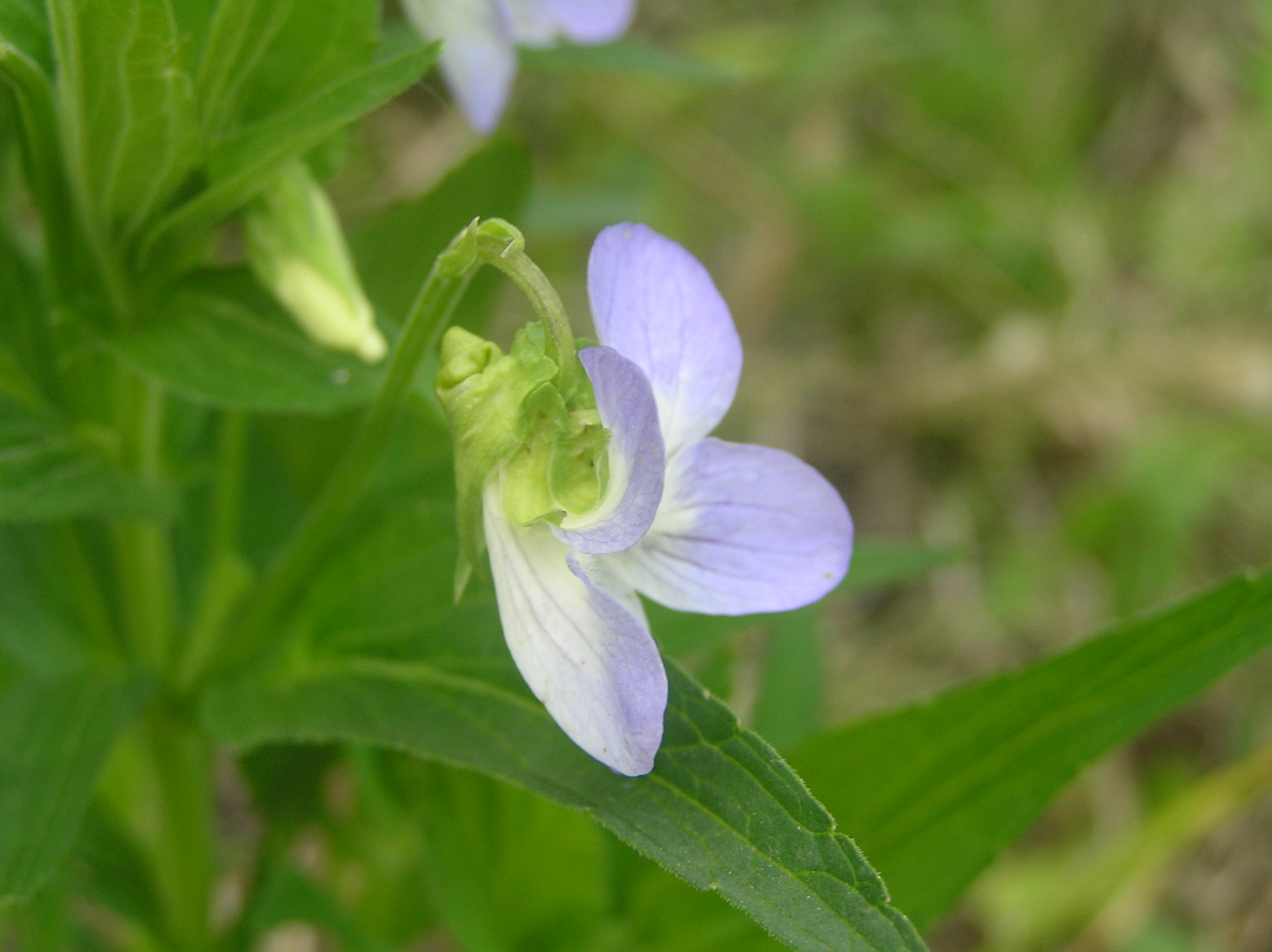
Květ